# Wybert

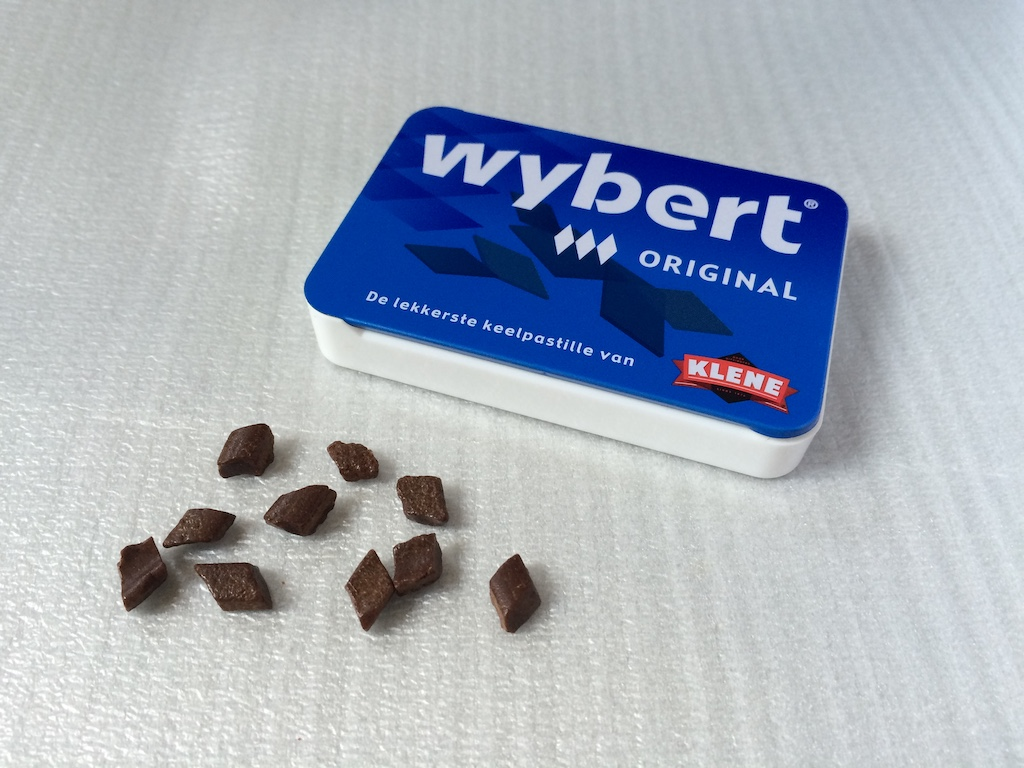
Een doosje wybertjes

Een wybert is een ruitvormig hard dropje dat vooral wordt gebruikt als keelpastille. Meestal wordt het verkleinwoord wybertje gebruikt.
Wybertjes worden verpakt in een plastic doosje met een plastic schuifdeksel. Eerder was het schuifdeksel van blik; oorspronkelijk was ook het doosje van blik. 

## Geschiedenis
Het wybertje is een uitvinding van de Zwitserse arts Emanuel Wybert, die de dropjes in 1846 bedacht. Als dokter haalde hij het idee uit Amerika, waar de indianen hun keelpijn wisten te verzachten door te kauwen op zoethout. Samen met een bevriende apotheker ontwikkelde hij de ruitvormige dropjes tegen keelpijn.
De dropjes werden pas echt bekend toen Bazel, waar Wybert destijds woonde, te maken kreeg met een griepepidemie. De keelpastilles werden gezien als wondermiddel en vonden gretig aftrek in de lokale apotheek.
De wybertjes werden aanvankelijk handmatig geproduceerd: de drop werd met een schaar in ruitjes geknipt. Omdat de vraag hard bleef groeien, werd er in 1862 een kleine fabriek opgericht. Deze fabriek heette Gaba, een naam afgeleid van Goldene Apotheke BAsel. Ook deze fabriek kon de vraag niet meer bijbenen en de productie verhuisde in 1919 naar het Noord-Hollandse Hilversum.
In 1999 werden de dropjes geproduceerd in Almere. In datzelfde jaar werd ook bekend dat Van Melle het wybertje kocht van het Zwitserse Gaba, om deze als merkproduct te produceren en verkopen.